# Frederick Sleigh Roberts
Frederick Sleigh Roberts,  Bt, VC, KG, KP, GCB, OM, GCSI, GCIE, PC (Cawnpore in India, 30 september 1832  – Sint-Omaars, 14 november 1914) was een Brits militair leider. Zijn bijnaam was "Bobs". 
Roberts was niet groot van stuk, en was op zichzelf geen in het oog lopend figuur. Hij had een reputatie als een 'politieke' generaal, niet als een militair genie. Hij gold als de leider van de 'India' factie van het Britse leger. Deze factie bestond uit officieren die in India gediend hadden en stond tegenover de 'Afrika' factie, die bestond uit officieren die in Afrika gediend hadden. De twee facties verschilden van ideeën over hoe dingen aangepakt hoorden te worden en waren soms meer bezig elkaar te bestrijden dan de vijand.  

## Jeugd
De in de Indische garnizoensplaats Cawnpore als zoon van een generaal geboren Frederick Sleigh Roberts werd geschoold in Eton en in Sandhurst.
Hij werd militair bij de British East India Company als luitenant bij de artillerie, de Bengal Artillery op 12 december 1851.

## De Indische muiterij van 1857
Zijn vuurdoop onderging Roberts bij de Indische muiterij van 1857. Hij vocht bij Delhi en won in het Beleg van Lucknow zijn Victoria Cross.

## Gevechten in Abyssinië en Afghanistan
Voor zijn gedrag in Ethiopië kreeg Roberts in 1872 de Orde van het Bad met de rang van companion. In 1878 was hij al generaal-majoor en kreeg hij een belangrijk commando in de Tweede Afghaanse Oorlog. Met 10.000 man wist hij als commandant van Kaboel na een lange en riskante mars de tweede stad van het koninkrijk Afghanistan, Kandahar te ontzetten. Dat leverde hem een adellijke titel ( sir Frederick Sleigh Roberts) en de graad van ridder commandeur in de Orde van het Bad op.
Hij versloeg in 1880 de Afghaanse emir Muhammad Yakub Khan. Dat wapenfeit bracht hem een motie van dankbetuiging in het Lagerhuis en het grootkruis in de Orde van het Bad. In 1880 werd hij een van de eerste commandeurs in de Orde van het Indische Keizerrijk en in 188i werd hij een baronet.
Na een korte ambtsperiode als gouverneur van Natal en het bevel over de Britse troepen in Zuid-Afrika werd luitenant-generaal Roberts in 1883 bevelhebber van de troepen in Madras. In 1885 werd hij opperbevelhebber van alle Britse troepen in India. In 1888 werd hij een van de eerste grootcommandeurs in de Orde van het Indische Keizerrijk. In 1890 werd hij generaal en in 1892 werd hij in de erfelijke adelstand verheven als Baron Roberts of Kandahar in Afghanistan and the City of Waterford.
Na een commando in Ierland werd Roberts in 1895 Brits veldmaarschalk. Een teken dat zijn actieve loopbaan geacht werd beëindigd te zijn. Als nazaat van een Anglo-Ierse familie werd hij in 1897 ridder in de Orde van Sint-Patrick.

## De Boerenoorlog

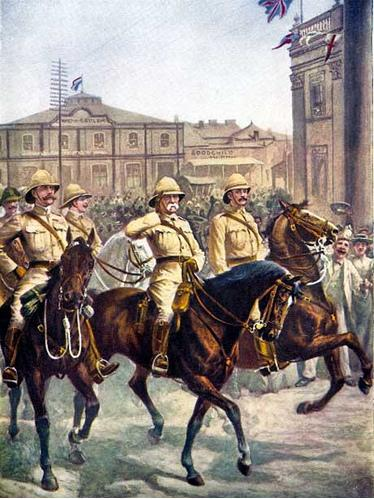
Lord Roberts in Kimberley

De Tweede Boerenoorlog bracht Engeland in zware politieke en militaire problemen. De uitgezonden Britse troepen slaagden er niet in de Boerenrepublieken te verslaan. De Britse regering riep veldmaarschalk Roberts terug in actieve dienst, al was hij als veldmaarschalk formeel nooit gepensioneerd. Hij kwam op een politiek handig moment aan in Zuid-Afrika: vóór zijn komst hadden Britse generaals strijdkrachten die qua grootte vergelijkbaar waren met die van de Boeren en behaalden wisselende resultaten. Met de komst van Roberts was er ook een grote toevloed van troepen: Roberts had altijd een overweldigende overmacht tot zijn beschikking, zodat hij ondanks blunders aan het langste eind trok. De pers ging hierin mee en prees hem voortdurend (terwijl generaals die in de verliezende fase het commando hadden veelal een slechte pers kregen). Het ontzet van Kimberley, de Slag bij Paardeberg en een opmars naar Pretoria werden als klinkende overwinningen gepresenteerd. 
Zijn beslissing om midden in de oorlog het logistieke systeem van het leger, ingericht naar de inzichten van de 'Afrika' factie, om te zetten naar een 'beter' systeem, ingericht naar de inzichten van de 'India' factie, veroorzaakte grote problemen wat betreft aanvoer van ammunitie, voeding, medicijnen, etc. Als gevolg hiervan vielen door ondervoeding, ziekte, gebrek aan medische zorg, etc meer doden in het Britse leger dan er door de Boeren gedood werden. In de maand nadat hij uit Bloemfontein optrok, leed het Britse leger meer verliezen door typhus dan door actie van de Boeren in de beruchte Black Week.
Hij werd in 1901 opgevolgd door Horatio Kitchener en keerde terug naar Londen waar de koning hem in de Orde van de Kouseband opnam. Hij kreeg de hogere adellijke titel van graaf Roberts van Kandahar in Afghanistan en Pretoria in Transvaal en van de Stad Waterford. Omdat het gebruikelijk is dat Britse graven meerdere titels dragen werd hij ook burggraaf St. Pierre. Omdat de laatste van zijn drie zoons, luitenant Freddy Roberts, inmiddels in Zuid-Afrika was gesneuveld (als oorlogsheld waarbij hij postuum het Victoria Cross kreeg) werd vastgelegd dat het graafschap en het burggraafschap ook in de vrouwelijke lijn zouden vererven.
Roberts werd vanwege zijn Ierse afkomst in 1900 door koningin Victoria benoemd tot erekolonel van een garderegiment, de Irish Guards in 1900. Het regiment kreeg de bijnaam "Our Bobs". Ook bij koning Eduard VII van het Verenigd Koninkrijk was Roberts in de gunst want hij was een van de eersten die met de nieuwe Order of Merit werd onderscheiden.

## De latere loopbaan

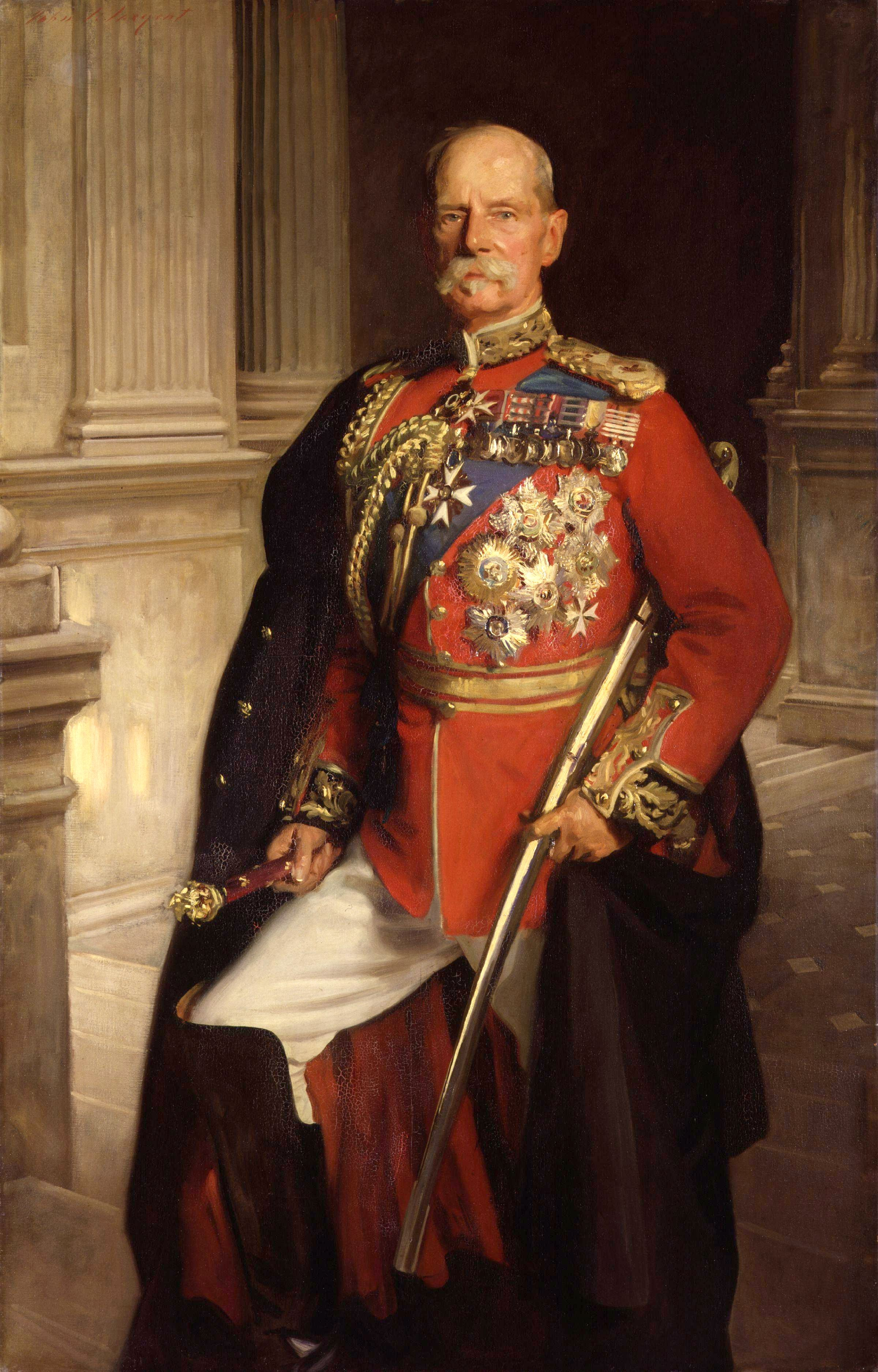
Als veldmaarschalk in vol ornaat

Na de laatste "opperbevelhebber van de Strijdkrachten" van het Britse Rijk te zijn geweest, kreeg Roberts na 1904 geen commando meer. Hij liet zich overal uitgebreid vieren en onderscheiden waarbij talloze orden en eredoctoraten zijn deel werden. Als kolonel van de Nationale Reserve bereidde hij het Verenigd Koninkrijk voor op een door hem verwachte grote Europese oorlog. Hij was al vóór de oorlog voorstander van de invoering van dienstplicht.
Roberts bevorderde ook de in zijn tijd nieuwe skisport. Het hoofdnummer bij wereldkampioenschappen skiën wordt naar de door hem geschonken trofee de "Kandahar" genoemd.
Roberts was een rijk man geworden. Hij bouwde het grote en moderne landhuis Englemere bij Ascot in Wiltshire.
Roberts, officieel Field Marshal The Rt Hon. The Earl Roberts Bt VC KG KP GCB OM GCSI GCIE PC, stierf in Sint-Omaars in Frankrijk aan een longontsteking. Hij was daar voor een inspectie en de Britse regering hoopte dat de aanblik van de populaire "Bob" de troepen zou aanmoedigen. Lord Roberts werd opgebaard in de Westminster Hall Hij kreeg een staatsbegrafenis en werd kreeg een graf in St. Paul's Cathedral in Londen. Omdat zijn beide zoons voor hem waren gestorven, was bij het verlenen van zijn grafelijke titel vastgelegd dat deze ook in de vrouwelijke lijn zou kunnen vererven. De baronie "Roberts of Kandahar" en de titel van baronet stierven met hem uit maar zijn beide ongetrouwde dochters werden beiden gravinnen Roberts en burggravinnen St. Pierre. De titels stierven uiteindelijk uit omdat geen van beide dochters kinderen hadden.

## Militaire loopbaan
- Second lieutenant: 12 december 1851
- Lieutenant: 31 mei 1857[1]
- Second captain: 12 november 1860[2]
- Waarnemend (brevet) Major: 13 november 1860[3]
- Waarnemend (brevet) Lieutenant-colonel: 15 augustus 1868[4]
- Captain: 18 november 1868[5]
- Waarnemend (brevet) Colonel: 30 januari 1875[6]
- Quartermaster-General: 1875[4]
- Major-general: 31 december 1878[7]
- Lokaal Lieutenant-general: 11 november 1879[8]
- Lieutenant-general: 26 juli 1883[9]
- Reserve (supernumerary) General: 28 november 1890[10]
- General: 31 december 1891[11]
- Field Marshal: 25 mei 1895[12]

## Decoraties
- Baronet op 11 juni 1881[13]
- Victoria Cross op 2 januari 1858[14]
- Ridder in de Orde van de Kousenband[15]
- Ridder in de Orde van Sint-Patrick in 1897[16]
- Ridder-grootkruis in de Orde van het Bad op 21 september 1880[17]
- Ridder-commandeur in de Orde van het Bad op 25 juli 1879[18]
- Lid in de Orde van het Bad op 10 september 1872[19]
- Lid in de Order of Merit op 9 augustus 1902[20]
- Ridder-grootcommandeur in de Orde van de Ster van Indië op 3 juni 1893[21]
- Ridder-grootcommandeur in de Orde van het Indische Keizerrijk op 21 juni 1887[22]
- Ridder-commandeur in de Orde van het Indische Keizerrijk op 15 februari 1887[23]
- Lid in de Orde van het Indische Keizerrijk in 1880[24]
- Ridder in de Orde van Sint-Jan op 11 maart 1901[25]
- Rechtsridder in de Orde van Sint-Jan op 3 juli 1901[26]
- Orde van de Zwarte Adelaar (Pruisen) in februari 1901[27][28]